# Nomioides atrekensis
Nomioides atrekensis är en biart som beskrevs av Pesenko 2004. Nomioides atrekensis ingår i släktet Nomioides och familjen vägbin. Inga underarter finns listade i Catalogue of Life.